# 京阪流通システムズ
株式会社京阪流通システムズ（けいはんりゅうつうシステムズ）は主に京阪沿線のショッピングセンターを運営する、京阪グループの企業。

## 概要
商業施設の開発・運営・管理を主な業務とする。京阪電気鉄道や他の事業者が所有する物件を賃借して運営する自社直営施設と、他の事業者が所有・運営する物件を対象に開発・運営・管理の全部または一部を受託するプロパティマネジメント受託施設とがある。

## 店舗一覧

### 自社直営施設
- KUZUHA MALL（京阪電車 樟葉駅前）
- 京阪シティモール（京阪電車 天満橋駅駅ビル）
- 京阪モール（京阪電車 京橋駅高架下）
- KiKi京橋（京阪電車 京橋駅前）
- 京阪枚方ステーションモール（京阪電車 枚方市駅高架下）
- 京阪線の高架下店舗「エル」
  - エル京橋（京阪電車 京橋駅京都側）
  - エル守口（京阪電車 守口市駅）
  - エル西三荘（京阪電車 西三荘駅）
  - エル大和田（京阪電車 大和田駅）
  - エル萱島（京阪電車 萱島駅西改札口前）
  - エル萱島東（京阪電車 萱島駅東改札口前）
  - エル枚方 食遊館（京阪電車 枚方市駅大阪側）
  - エルくずは 味のれん街（京阪電車 樟葉駅）
  - エル宮之阪（京阪電車 宮之阪駅）
- 「FOREVER 21」渋谷店（東京都渋谷区宇田川町24-1 高木ビルディング1～6F）- 「HMV渋谷」（2010年8月22日閉店）跡を借り受け商業施設として運営、転貸

ほか

### プロパティマネジメント受託施設
- ホークスタウンモール（福岡県福岡市中央区地行浜2丁目2-1）
- おのだサンパーク（山口県山陽小野田市中川6丁目4-1）- リーシングと運営支援業務のみ受託
- フェリチタ心斎橋 （大阪府大阪市中央区心斎橋筋1丁目4-29）
- フェリチタ三条木屋町 （京都府京都市中京区河原町三条東入中島町90）
- リソラ大府ショッピングテラス（愛知県大府市柊山町一丁目98番地）
- 銀座OPTICA （東京都中央区銀座3丁目4-17）

ほか

## 沿革
- 1969年（昭和44年）2月10日 - 京阪電鉄商事株式会社を設立。以下、京阪流通システムズ設立までの間の本項において、特記なきものは同社での沿革である。
- 1970年（昭和45年）4月15日 - 京阪ショッピングモール（現、京阪モール）、京阪電車京橋高架街（現、エル京橋）、開業
- 1972年（昭和47年）4月1日 - くずはモール街（現・KUZUHA MALL）を開業（京阪電気鉄道の運営）
- 1976年（昭和51年）3月12日 - 宮之阪ショッピングテラス（現・エル宮之阪）を開業。
- 1979年（昭和54年）10月6日 - エル西三荘を開業。
- 1983年（昭和58年）12月10日 - エル萱島を開業。
- 1984年（昭和59年）11月18日 - エル萱島東を開業。
- 1985年（昭和60年）
  - 3月15日 - 京阪モール（京阪ショッピングモールから改称）をリニューアルオープン。
  - 12月7日 - エル守口を開業。
- 1986年（昭和58年）
  - 8月22日 - エル大和田を開業。
  - 9月19日 - エル古川橋を開業。
- 1993年（平成5年）10月1日 - 京阪枚方ステーションモールを開業。
- 1995年（平成7年）4月8日 - エル枚方食遊館を開業。
- 2002年（平成14年）8月8日 - 株式会社京阪流通システムズを設立。
- 2005年（平成17年）
  - 4月14日 - KUZUHA MALL（くずはモール街から改称）をリニューアルオープン。同時に京阪電気鉄道より運営が移管される。
  - 5月27日 - 京阪シティモールを開業。
- 2006年（平成18年）
  - 4月1日 - 京阪電鉄商事と合併。
  - 6月1日 - おのだサンパークのリニューアル業務を受託。
- 2008年（平成20年）
  - 6月1日 - おのだサンパークの運営支援業務を受託。
  - 11月28日 - KiKi京橋を開業。
- 2009年（平成21年）
  - 4月22日 - 銀座OPTICAの運営を受託。
  - 9月18日 - フェリチタ心斎橋、フェリチタ三条木屋町の運営を受託。
  - 11月 - エル京橋（京阪電車京橋高架街から改称）、リニューアルオープン。
- 2010年（平成22年）
  - 4月19日 - ホークスタウンモールの運営を受託。
  - 6月1日 - エル宮之阪（宮之阪ショッピングテラスから改称）、リニューアルオープン。
  - 8月27日 - 「HMV渋谷」跡を賃借しての商業施設運営が決定。
  - 12月23日 - 「HMV渋谷」跡を「FOREVER 21 渋谷店」としてオープン。